# Boston Celtics 1974-1975
La stagione 1974-75 dei Boston Celtics fu la 29ª nella NBA per la franchigia.
I Boston Celtics vinsero la Atlantic Division della Eastern Conference con un record di 60-22. Nei play-off vinsero la semifinale di conference con gli Houston Rockets (4-2), perdendo poi la finale di conference con i Washington Bullets (4-2).

## Roster
| N° | Naz.                   | Ruolo | Sportivo       | Anno | Alt. | Peso |
| -- | ---------------------- | ----- | -------------- | ---- | ---- | ---- |
| 10 | Stati Uniti (bandiera) | G     | Jo Jo White    | 1946 | 191  | 86   |
| 12 | Stati Uniti (bandiera) | G     | Don Chaney     | 1946 | 196  | 95   |
| 17 | Stati Uniti (bandiera) | GA    | John Havlicek  | 1940 | 196  | 92   |
| 18 | Stati Uniti (bandiera) | AC    | Dave Cowens    | 1948 | 206  | 104  |
| 19 | Stati Uniti (bandiera) | A     | Don Nelson     | 1940 | 198  | 95   |
| 20 | Stati Uniti (bandiera) | A     | Phil Hankinson | 1951 | 203  | 88   |
| 27 | Stati Uniti (bandiera) | G     | Kevin Stacom   | 1951 | 191  | 84   |
| 29 | Stati Uniti (bandiera) | C     | Hank Finkel    | 1942 | 213  | 109  |
| 30 | Stati Uniti (bandiera) | GA    | Glenn McDonald | 1952 | 198  | 86   |
| 32 | Stati Uniti (bandiera) | C     | Steve Downing  | 1950 | 203  | 102  |
| 33 | Stati Uniti (bandiera) | A     | Ben Clyde      | 1951 | 201  | 90   |
| 34 | Stati Uniti (bandiera) | AC    | Jim Ard        | 1948 | 203  | 98   |
| 35 | Stati Uniti (bandiera) | AC    | Paul Silas     | 1943 | 201  | 100  |
| 44 | Stati Uniti (bandiera) | G     | Paul Westphal  | 1950 | 193  | 88   |

## Staff tecnico
- Allenatore: Tom Heinsohn
- Vice-allenatore: John Killilea
- Preparatore atletico: Frank Challant